# Benskorv
Benskorv är en smittsam hudsjukdom hos höns, som företrädesvis angriper obefjädrade hudställen och yttrar sig genom beläggningar och förhårdnader på angripna ställen.
Sjukdomen orsakas av en svamp (Lophophyton gallinarum) och förekommer vanligast hos tyngre raser. Yngre individer är mest mottagliga.